# Николаенко, Георгий Михайлович
 Георгий Михайлович Николаенко  (род. 11 ноября 1946) — советский, российский актёр, кинорежиссёр, сценарист, композитор, художник.

## Биография
Георгий Михайлович Николаенко родился 1 ноября 1946 года в городе Кировограде. В 1971 году окончил актерский факультет ВГИКа (мастерская Сергея Герасимова и Тамары Макаровой), а в 1979 году ВКСР (мастерская Александра Митты). Работал на киностудии «Казахфильм».
Член Союза художников России
Жена — актриса и театральный педагог Валентина Николаенко (Лысенко).

## Фильмография

### Актёрские работы
- 1969 — У озера (не снимался)
- 1971 — Антрацит — Михаил Марченко
- 1971 — Дом в пять стен
- 1972 — Димка  (короткометражный) — помощник машиниста
- 1973 — И на Тихом океане — Васька Окорок
- 1975 — Между небом и землёй — тренер по самбо
- 1976 — Третья сторона медали
- 1977 — Фронт за линией фронта — лейтенант Леонид Горшков
- 1979 — Город принял — Саша Задирака
- 1983 — Люблю. Жду. Лена — прапорщик
- 1984 — Парашютисты — прапорщик Георгий Гойда
- 1985 — Завещание — гармонист
- 1986 — С неба на землю
- 1986 — Трава зелена — старший лейтенант милиции Павел Коржов
- 1991 — Под маской Беркута — Павел Волков
- 1993 — Монстры (снимался, но роль не указана)
- 1994 — С ума сойти! — Юрий, учитель химии
- 2001 — Дальнобойщики (11-я серия «Побег») — майор в колонии
- 2002 — Женская логика — Участковый Штанько
- 2002 — Женская логика 2 — Участковый Штанько
- 2002 — Кодекс чести — полковник Константин Дмитриевич Голубев
- 2003 — Женская логика 3 (не снимался)
- 2004 — Женская логика 4 — Участковый Штанько
- 2004 — Кодекс чести 2 — генерал Голубев
- 2004 — Ландыш серебристый 2 — (11 серия «Спасти рядового Людвига») — врач-психиатр
- 2004 — Они танцевали одну зиму — Толя Евсеев, муж Зои
- 2004 — Операция «Цвет нации» — начальник отдела милиции
- 2006 — Кодекс чести 3 — генерал Голубев
- 2006 — Утёсов. Песня длиною в жизнь — генерал Сергей Александрович Ананьев
- 2006 — Закон и порядок: Преступный умысел — бомж
- 2009 — Хозяйка тайги — сотрудник СНБ Илья Савельевич Дорохов
- 2010 — Кодекс чести 4 — генерал Голубев
- 2011 — Дело гастронома № 1 — продавец «Жигулей»
- 2011 — Кодекс чести 5 — генерал Голубев
- 2011 — Чужие мечты — пациент Иван Михайлович Пряхин
- 2013 — Любовь за любовь — Петро, трактирщик
- 2013 — Кодекс чести 6 — генерал Голубев
- 2014 — Кодекс чести 7 — генерал Голубев

### Участие в фильмах
- 2006 — Пираты XX века. Ерёменко – Нигматулин (документальный)
- 2006 — Как уходили кумиры (Николай Еременко (младший))  (документальный)
- 2008 — Талгат Нигматулин. Притча о жизни и смерти (документальный)

### Режиссёрские работы
- 1979 — …Тут недалеко  (короткометражный)
- 1981 — Рождённые бурей
- 1983 — Шёл четвёртый год войны
- 1986 — Досье человека в «Мерседесе»
- 1988 — Спасенному — рай
- 1989 — Кербез. Неистовый беглец
- 1991 — Под маской Беркута
- 2000 — 2001 — Дальнобойщики (сорежиссёр)
- 2002 — Кодекс чести
- 2004 — Кодекс чести 2
- 2004 — Операция «Цвет нации»
- 2006 — Закон и порядок: Преступный умысел
- 2006 — Кодекс чести 3
- 2006 — Утёсов. Песня длиною в жизнь
- 2007 — Закон и порядок: Преступный умысел 2
- 2008 — Закон и порядок: Преступный умысел 3
- 2010 — Кодекс чести 4
- 2011 — Закон и порядок: Преступный умысел 4
- 2011 — Кодекс чести 5

### Сценарист
- 1976 — Небо начинается на земле  (короткометражный)
- 1979 — Тут… недалеко  (короткометражный)
- 1981 — Рождённые бурей
- 1983 — Шёл четвёртый год войны
- 1986 — Досье человека в «Мерседесе»
- 1991 — Под маской Беркута

### Композитор
- 1984 — Парашютисты — автор песен
- 2000 — 2001 — Дальнобойщики — автор песен Русь и На вираже
- 2002 — Кодекс чести — автор песен
- 2004 — Кодекс чести 2
- 2004 — Операция «Цвет нации» — автор песен
- 2005 — Возвращение Мухтара 2
- 2006 — Закон и порядок: Преступный умысел
- 2006 — Кодекс чести 3
- 2007 — Закон и порядок: Преступный умысел 2
- 2008 — Закон и порядок: Преступный умысел 3
- 2010 — Кодекс чести 4
- 2011 — Закон и порядок: Преступный умысел 4
- 2011 — Кодекс чести 5
- 2013 — Кодекс чести 6

## Награды
- Нагрудный знак РФ «За вклад в российскую культуру» (2021, Министерство культуры Российской Федерации)[2].

## Дополнительная информация (из интервью)
- о кино:

 В советское время мы привыкли к кино, где не было интриги, где конфликт происходил между хорошим и очень хорошим. И вот стало можно снимать все. Как это бывает, маятник качнулся, стало слишком много негатива, грязи, крови. Но постепенно все приходит в норму, просто жанр дает возможность снимать динамичное, интересное кино.  

- о профессии:

 А для меня режиссура — это профессия, объединяющая всё, что я умею. Я могу поставить характерный танец. На «Утесове» пришли ко мне два парня и стали танцевать, я им говорю: «Нет, ребята, так не пойдет», и мы поставили с ними чудный танец. Я и музыку к своим фильмам сам пишу, потому что знаю, где будет она нужна и какая. И на студии продюсеры говорят: «А, Николаенко, он сам будет музыку писать». Конечно, я продюсерам выгоден.  